# Peter Bardens
Peter Bardens (Westminster, 19 giugno 1944 – Malibù, 22 gennaio 2002) è stato un musicista britannico.

## Biografia
Dopo un inizio di carriera come solista e come tastierista dei Them e del gruppo Shoutgun Express che includeva Rod Stewart, Peter Green e Mick Fleetwood, si unì ai Camel di Andy Latimer, Doug Ferguson e Andy Ward contribuendo con Latimer alla scrittura ed arrangiamento di molti dei brani della band che lasciò nel 1978 dopo l'uscita dell'album Breathless.
Uscito dai Camel riprese la carriera solista partecipando come ospite dei Camel all'album The Single Factor ed al live tour di Stationary Traveller. Compare in alcuni brani del live Pressure Points.
Nel 1984 ha riunito alcuni ex-membri di Camel e Caravan nel progetto Mirage di cui è uscito un doppio live.
Dopo la sua morte per cancro ai polmoni, l'ex compagno Latimer gli ha dedicato una canzone alla quale ha dato il medesimo titolo del primo singolo dei Camel: Never Let Go.

## Discografia

### Album Solisti
- 1970 - The Answer (Transatlantic Records, TRA 222) a nome Peter Bardens
- 1971 - Peter Bardens (Transatlantic Records, TRA 243) a nome Peter Bardens
- 1979 - Heart to Heart (Arista Records, SPART 1108) a nome Pete Bardens
- 1987 - Seen on Earth (Cinema Records, 064-2-40786.1) a nome Pete Bardens
- 1988 - Speed of Light (Cinema Records, C1-48967) a nome Pete Bardens
- 1991 - Water Colors (Miramar Records, MPCD 4001) a nome Pete Bardens
- 1993 - Further Than You Know (Miramar Records, MPCD 2601) a nome Pete Bardens
- 1993 - White Magic (Les Folies Art Records, LFAD 1233) a nome Pete Bardens & The Speed of Light Band
- 1994 - Big Sky (HTD Records, HTD CD 22) a nome Pete Bardens
- 2002 - The Art of Levitation (Castle Music Records, CMRCD 378) a nome Pete Bardens
- 2002 - Write My Name in the Dust: The Anthology 1963-2002 (Castle Music Records, CMEDD 1070) Raccolta, a nome Peter Bardens

### Con iCamel
- 1973 - Camel (MCA Records, MUPS 473)
- 1974 - Mirage (Deram Records, SML 1107)
- 1975 - Music Inspired by The Snow Goose (Decca Records, SKL-R 5207)
- 1976 - Moonmadness (Decca Records, TXS-R 115)
- 1977 - Rain Dances (Decca Records, TXS-R 124)
- 1978 - Breathless (Decca Records, TXS-R 132)
- 1978 – A Live Record (Decca Records, DBC-R7/8) Live, 2 LP

### Con gliShoutgun Express
- 1966 - I Could Feel the Whole World Turn Round (Columbia Records, DB 8025) album EP
- 1967 - Funny 'Cos Neither Would I (Columbia Records, DB 8178) album EP